# Red Room Stories
Red Room Stories är Andi Almqvists andra studioalbum, utgivet på skivbolaget Rootsy 2007. 

## Låtlista
Alla låtar är skrivna av Andi Almqvist.
1. "Low-Dive Jenny" - 5:04
2. "Red Room" - 3:59
3. "Katzenjammer" - 2:35
4. "Midnight" - 3:44
5. "I Was Not to You What You Were to Me" - 3:51
6. "Mother Nature" - 3:15
7. "Jezebel" - 4:16
8. "Confession" - 2:09
9. "Purple Brno Snow" - 3:42
10. "Sour Grapes" - 2:13
11. "Vampire Fangs" - 4:19

Låtnamnet Low-Dive Jenny är taget från Kurt Weills och Bertolt Brechts Tolvskillingsoperan. Almqvist fabulerar fritt om karaktärens uppväxt. Låten slutar med att hon bränner ner Riesenrad, det berömda pariserhjulet i Wien.
Omslaget till Red Room Stories är illustrerat av animatören, illustratören och regissören Per Åhlin som bland annat gjort Karl-Bertil Jonssons Julafton och Dunderklumpen.

## Mottagande
Skivan fick ett blandat mottagande och snittar på 3,8/5 på Kritiker.se, baserat på nio recensioner. Till de mest positiva hörde bland andra Dala-Demokraten (4/5), Helsingborgs Dagblad (4/5) och Sydsvenskan (4/5). Sydsvenskan skrev "Att göra olycksdiger vagabondrock i rakt nerstigande led från Tom Waits och Nick Cave blir lätt en brottningsmatch med klichéerna men Almqvist fixar det."